# 音響共鳴
音響共鳴（おんきょうきょうめい、英: Acoustic resonance）は、音響システムが自らの固有振動周波数（その「共鳴周波数」）と一致する周波数の音波を増幅する現象である。
機械的共振を人間の聴覚の周波数範囲に狭めるために「音響共鳴」（音響共振）という用語が使われることがあるが、音響学は物質の振動波に関する一般的な用語で定義されているため、人間の聴覚の範囲外の周波数でも音響共鳴は起こり得る。
音響的に共振する物体は通常、特に最も強い共鳴の高調波（倍音）において、2つ以上の共鳴周波数を持つ。物体はこれらの周波数で簡単に振動し、他の周波数ではあまり強く振動しない。それは、インパルスあるいは広帯域ノイズといった複雑な励振から共振周波数を「拾い出す」ことになる。実際には、その共鳴以外のすべての周波数をフィルタリングしている。
ヴァイオリンの弦や胴体、フルートの管の長さ、ドラムの膜の形状など、ほとんどのアコースティック楽器は共鳴装置を使用しているため、音響共鳴は楽器製作者にとって重要な考慮事項である。音響共鳴は、聴覚にとっても重要である。例えば、内耳の蝸牛の中にある基底膜と呼ばれる硬い構造物が共鳴することで、基底膜上の有毛細胞が音を感知することができる（ほ乳類では、基底膜はその長さにわたって先細の共鳴を持っているため、一方の端に高周波数が集中し、もう一方の端に低周波数が集中する）。
機械的共振と同様に、音響共鳴は振動体の壊滅的な破壊を引き起こしうる。この古典的な例は、ワイングラスがその正確な共鳴周波数の音で割れる事例である。

## 振動弦

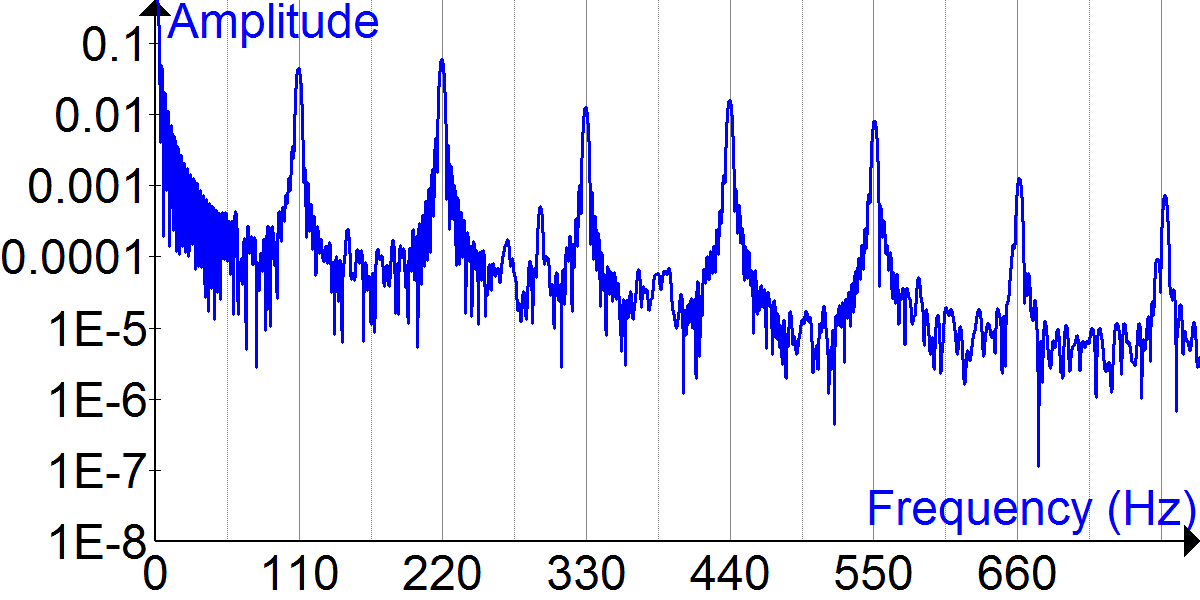
110 Hzの基本周波数を持つベースギターのA音の弦共鳴。

リュート、ハープ、ギター、ピアノ、ヴァイオリンなどで見られるような張力のかかった弦は、質量、長さ、および弦の張力と直接的に関連する共鳴周波数を持つ。弦の第一共鳴を作り出す波長は弦の長さの2倍に等しい。より高い共鳴は基本波長の整数分の1の波長に相当する。対応する周波数は以下の式によって弦を伝わる波の速度vと関連付けられる。
{\displaystyle f={nv \over 2L}}
ここで、Lは弦の長さ（両端が固定された弦）、n = 1, 2, 3...［開口管（すなわち、管の両端が開いている）における高調波］である。弦あるいはワイヤを伝わる波の速度はその張力Tおよび単位長当たりの質量ρと関連付けられる。
{\displaystyle v={\sqrt {T \over \rho }}}
そのため、周波数は以下の式によって弦の特性を関連付けられる。
{\displaystyle f={n{\sqrt {T \over \rho }} \over 2L}={n{\sqrt {T \over m/L}} \over 2L}}
ここで、Tは張力、ρは単位長当たりの質量、mは総質量である。
より高い張力とより短い長さは共鳴周波数を上昇させる。弦が衝撃関数（指によるつま弾きまたはハンマーによる叩き）を使って励起される時、弦はインパルスに存在する全ての周波数で振動する（衝撃関数は理論的には「全ての」周波数を含む）。共鳴周波数ではないそれらの周波数はすみやかに除去され（減衰し）、音として聞くことができる調和振動のみが残る。

### 楽器における弦共鳴
弦共鳴は弦楽器で起こる。弦あるいは弦の一部は他の弦が弾かれた時にそれらの基本周波数あるいは上音周波数で振動するかもしれない。例えば、440 HzのA弦は330 HzのE弦の共鳴を引き起こすだろう。これは、これらの弦が1320 Hzの上音（Aの第3上音かつEの第4上音）を共有しているためである。

## 空気の管の共鳴
空気の管の共鳴は、管の長さ、その形状、端が閉じているか開いているかと関連する。多くの楽器は「円錐形」または「円筒形」の管と似ている（ボア (管楽器)を参照されたい）。一方の端が閉じ、もう一方の端が開いたパイプは「閉管」と呼ばれ、両端が開いたパイプは「開管」と呼ばれる。現代のオーケストラ・フルートは開いた円筒管として振る舞う。クラリネットは閉じた円筒管、サクソフォーン、オーボエ、ファゴットは閉じた円錐管として振る舞う。対して、ほとんどの現代のリープリード楽器（金管楽器）はわずかにずれのある閉じた円錐管と音響学的に似ている（ペダルトーンも参照）。弦のように、理想的な円錐管または円筒管内で振動している気柱も、多少の違いはあるものの、倍音での共鳴を持つ。

### 円筒
いかなる円筒も複数の周波数で共鳴し、複数の音高を作り出す。最低周波数は基本周波数または第1倍音と呼ばれる。楽器として使われる円筒は（フルートのように）両端、あるいは（一部のオルガンパイプのように）一方の端が開いている。しかしながら、両端が閉じている円筒も音波を作り出すあるいは（ルーベンスチューブで見られるように）視覚化するために使うことができる。
円筒の共鳴特性は、空気中の音波の振る舞いを考えることによって理解できるかもしれない。音は縦（疎密）波として伝わり、伝わる方向に沿った空気分子の前後運動を引き起こす。管の内部では、定常波が形成され、その波長は管の長さに依存する。管の閉じた端では、空気分子はあまり動けないので、この端が定常波の変位節（node）となる。管の開いた端では、空気分子は自由に動くことができ、変位波腹（antinode）を作り出す。変位説は圧力波腹であり、逆もまた同様である。

#### 両端が閉じている
下の表は両端が閉じた円筒中の変位波を示している。ここで留意すべきは、閉じた端の近くの空気分子は動けないが、管の中心近くの分子は自由に動ける点である。第1倍音において、閉じた管は定常波の厳密に半分を含む（節-波腹-節）。
| 周波数          | 次数  | 名称1                   | 名称2   | 名称3   | 波表示 | 分子表示 |
| --------------- | ----- | ----------------------- | ------- | ------- | ------ | -------- |
| 1 · f = 440 Hz  | n = 1 | 第1部分音（パーシャル） | 基音    | 第1倍音 |        |          |
| 2 · f = 880 Hz  | n = 2 | 第2部分音               | 第1上音 | 第2倍音 |        |          |
| 3 · f = 1320 Hz | n = 3 | 第3部分音               | 第2上音 | 第3倍音 |        |          |
| 4 · f = 1760 Hz | n = 4 | 第4部分音               | 第3上音 | 第4倍音 |        |          |

#### 両端が開いている
両端が開いている円筒では、端の近くの空気分子は管の内外に自由に動く。この運動は定常波における変位波腹を作り出す。節は、端から離れた円筒の内部に形成される傾向がある。第1倍音では、開管は定常波の厳密に半分を含む（波腹-節-波腹）。したがって、開いた円筒の倍音は、両端が閉じた円筒の倍音と同じやり方で計算される。
開いた管をオーバーブローイングすることによって、基本周波数のオクターブ上の音を得ることができる。例えば、開いた管の基音がC1だとすると、オーバーブローイングによってC2（C1のオクターブ上）が得られる。
両端が開いている円筒管は、以下のおおよその周波数で共鳴する。
{\displaystyle f={nv \over 2L}}
ここで、共鳴節を表わすnは正の整数（1、2、3...）、Lは管の長さ、vは空気中の音速（20 °C [68 °F]で約343メートル毎秒）である。
開口端補正を考慮したより正確な式は以下の通りである。
{\displaystyle f={nv \over 2(L+0.8d)}}
ここで、dは共鳴管の直径である。この式は、音波が開口端で反射されている厳密な点が管の端部に完全にあるのではなく、管の外側に少し離れたところにあるという事実を補正している。
反射率は1よりわずかに小さい。開口端は無限小の音響インピーダンス（障害、抵抗）のようには振る舞わない。むしろ、放射インピーダンスと呼ばれる有限値を持つ。この値は管の直径、波長、管の開口部の周りに存在する可能性のある反射板の種類に依存している。
したがって、nが1の時
{\displaystyle f={v \over 2(L+0.8d)}}
{\displaystyle {f(2(L+0.8d))}=v}
{\displaystyle {f\lambda }=v}
{\displaystyle \lambda ={2(L+0.8d)}}
となる。ここで、vは音速、Lは共鳴管の長さ、dは管の直径、fは共鳴周波数、λは共鳴波長である。

#### 一方の端が閉じている
オルガンで使われる時、一方の端が閉じている管は「閉管」と呼ばれる。このような円筒は基本周波数を持つが、その他のより高い倍音または音を作り出すためにオーバーブローイングすることができる。それらのオーバーブローイング音域は、円錐形のテーパーの（細くなる）程度を変えて調律（チューニング）することができる。閉管は長さが2倍の開管と同じ基本周波数で共鳴し、波長はその長さの4倍に等しい。閉管では、変位節（振動しない点）は常に閉じている端にあり、管が共鳴しているならば、開口端の近くのファイ点（長さ× 0.618）に波腹（振動が最大の点）を持つ。
円筒形閉管をオーバーブローイングすることによって、管の基音の約12度上（基音のオクターブの5度上）の音を得ることができる。例えば、閉管の基音がC1ならば、管をオーバーブローイングすることでG2が得られる。この円筒のテーパーを調整して円錐に近づけることで、第2倍音（オーバーブロー音）をオクターブ（8度）に近い位置でチューニングすることができる。ファイ点、あるいは共有されている「波/節」地点に小さな「スピーカー孔」を空けると、基本周波数が打ち消され、管は基音の12度上で共鳴するように強制される。リコーダーでは、左手親指で押さえている背部の孔を指をずらして少し開ける技法が使われる。この小さな穴を上に移動して「エコーホール」にすると（ドルメッチによるリコーダーの改良）、開いた時に基音の正確にオクターブ上の音を鳴らすことができる。正確のオクターブ上の音を出すには、穴の大きさの微細な調整が必要である。
閉管は、以下のおおよその周波数で共鳴する。
{\displaystyle f={nv \over 4L}}
ここでは、"n" は奇数（1、3、5...）である。この種の管は奇数倍音のみを生み出し、その基本周波数は開管のものよりのオクターブ低い（すなわち、周波数は半分）。
より正確な式は以下の通りである。
{\displaystyle f={nv \over 4(L+0.4d)}}.
ここでも、nが1の時は、
{\displaystyle f={v \over 4(L+0.4d)}}
{\displaystyle {f(4(L+0.4d))}=v}
{\displaystyle {f\lambda }=v}
{\displaystyle \lambda ={4(L+0.4d)}}
となる。vは音速、Lは共鳴管の長さ、dは件の直径、fは共鳴周波数、λは共鳴波長である。

#### 圧力波
下の2つの略図はでは、円筒管内の圧力波の最初の3つの共鳴が示されている。管の閉じている端に波腹がある。図1では、管の両端が開いている。図2では、両端が閉じている。横軸は圧力である。この場合、管の開口端は圧力節であるのに対して、閉口端は圧力波腹であることに注意する必要がある。

1
2

### 円錐
開いている円錐管、すなわち両端が開いている円錐台の形状をした管は、同じ長さの開いている円筒管のものとおおよそ等しい共鳴周波数を持つ。
閉じた円錐管、すなわち一方の端が閉じた完全な円錐または円錐台、の共鳴周波数は以下のより複雑な条件を満たす。
{\displaystyle kL=n\pi -\tan ^{-1}kx}
ここで、波数kは
{\displaystyle k=2\pi f/v}
であり、xは円錐台の小端部から頂点までの距離である。xが小さい時、すなわち、円錐がほぼ完全である時、これは
{\displaystyle k(L+x)\approx n\pi }
となり、長さがL + xと等しい開いている円筒の共鳴周波数におおよそ等しい共鳴周波数が導かれる。言い換えれば、完全な円錐管は同じ長さの開いている円筒管とほぼ同じように振る舞い、一次的には、完全な円錐がその円錐の閉じた錐台に置き換えられても振る舞いは変化しない。

### 閉じている直方体
直方体中の音波は、スピーカーエンクロジャーやビルといった例を含む。直方体のビルは室内モード（振動）として説明できる共鳴を持つ。直方体の箱では、共鳴周波数は以下の式で与えられる。
{\displaystyle f={v \over 2}{\sqrt {\left({\ell  \over L_{x}}\right)^{2}+\left({m \over L_{y}}\right)^{2}+\left({n \over L_{z}}\right)^{2}}}}
ここで、{\displaystyle v}は音速、{\displaystyle L_{x}}、{\displaystyle L_{y}}、および{\displaystyle L_{z}}は箱の寸法である。{\displaystyle \ell }、{\displaystyle m}、および{\displaystyle n}は全てがゼロになることはできない非負整数である。小型のスピーカーボックスが気密で、周波数が十分低く、圧縮が十分高ければ、箱の内部の音圧（デシベルレベル）は箱の中のどの場所でも一定になる。これが水圧である。

## 出口がある空気の球の共鳴
響孔の断面積がAで、首の長さがL、本体が一定体積V0 の硬い空洞の共鳴周波数は以下のヘルムホルツ共鳴式によって与えらえる。
{\displaystyle f={\frac {v}{2\pi }}{\sqrt {\frac {A}{V_{0}L_{eq}}}}}
ここで、{\displaystyle L_{eq}}は開口端補正を持つ首の相当長である。
{\displaystyle L_{eq}=L+0.75d}            つばのない首
{\displaystyle L_{eq}=L+0.85d}            つあのある首
球形空洞では、共鳴周波数式は以下のようになる。
{\displaystyle f={\frac {vd}{\pi }}{\sqrt {\frac {3}{8L_{eq}D^{3}}}}}
ここで、Dは球の直径、dは響孔の直径である。
くびがなく響孔だけを持つ球では、L = 0で、球の表面がつばとして機能するため、
{\displaystyle f={\frac {v}{\pi }}{\sqrt {\frac {3d}{8(0.85)D^{3}}}}}
となる。20 °Cの乾燥気体中、dおよびDがメートル単位,fがヘルツ単位の時、これは
{\displaystyle f=72.6{\sqrt {\frac {d}{D^{3}}}}}
となる。

## 共鳴を使って音でガラスを割る

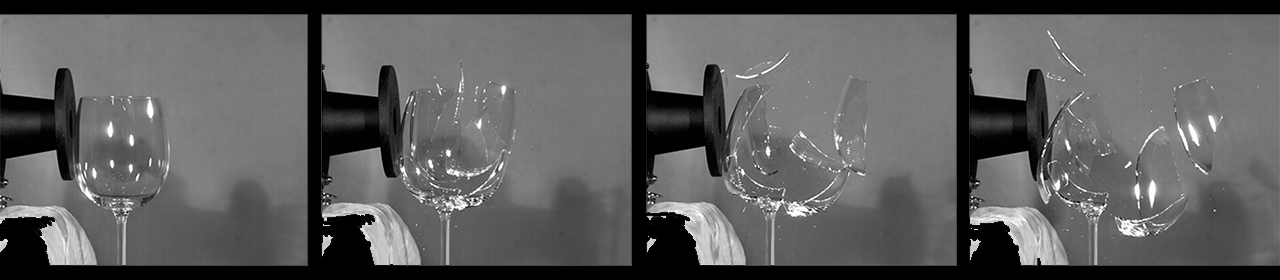
共鳴を使って音でガラスを割る

これは、共鳴の古典的実演である。ガラスには自然共鳴があり、その周波数でガラスは容易に振動する。そのため、その周波数の音波でガラスは動かされてしまう。ガラスを振動させる音波からの力が十分大きければ、振動の大きさはガラスが割れるほど大きくなる。科学実験としてこれを確実に行うためには、練習ならびにガラスとスピーカの注意深い選択が必要である。

## 作曲
複数の作曲家が共鳴を作曲の題材にし始めた。アルヴィン・ルシエは、多くの作品においてアコースティック楽器と正弦波発生器を用いて、大小の物体の共鳴を探求してきた。ジェームズ・テニーの『Koan: Having Never Written A Note For Percussion』では、タムタムあるいはその他の打楽器上のうねりの形をしたクレッシェンドとデクレッシェンドの複雑なインハーモニック・パーシャル（非調波） が、空間共鳴と相互作用している。ポーリン・オリヴェロスとスチュアート・デンプスターは、ワシントン州フォート・ワーデンにある7,600 m3の貯水池といった大きな残響空間で定期的に演奏している。この貯水池は45秒の減衰の残響がある。マルメ音楽院教授で作曲家のKent Olofssoの「『Terpsichord』は、打楽器と録音済みの音のための作品で、アコースティック楽器からの共鳴を利用して、録音済みの電子音への音のブリッジを形成し、共鳴を延長し、新しい音のジェスチャーへと再形成する」。